# Mystery of Illusion
Mystery of Illusion è il primo album in studio del gruppo heavy metal statunitense Chastain, pubblicato nel 1985.

## Tracce
Side 1
1. Black Knight – 3:21
2. When the Battle's Over – 3:42
3. Mystery of Illusion – 4:31
4. I've Seen Tomorrow – 3:01
5. Endlessly – 3:25

Side 2
1. I Fear No Evil – 4:37
2. Night of the Gods – 5:09
3. We Shall Overcome – 4:53
4. The Winds of Change – 5:17

## Formazione
- Leather Leone – voce
- David T. Chastain – chitarra
- Mike Skimmerhorn – basso
- Fred Coury – batteria